# Achtstrahliges Flugzeug

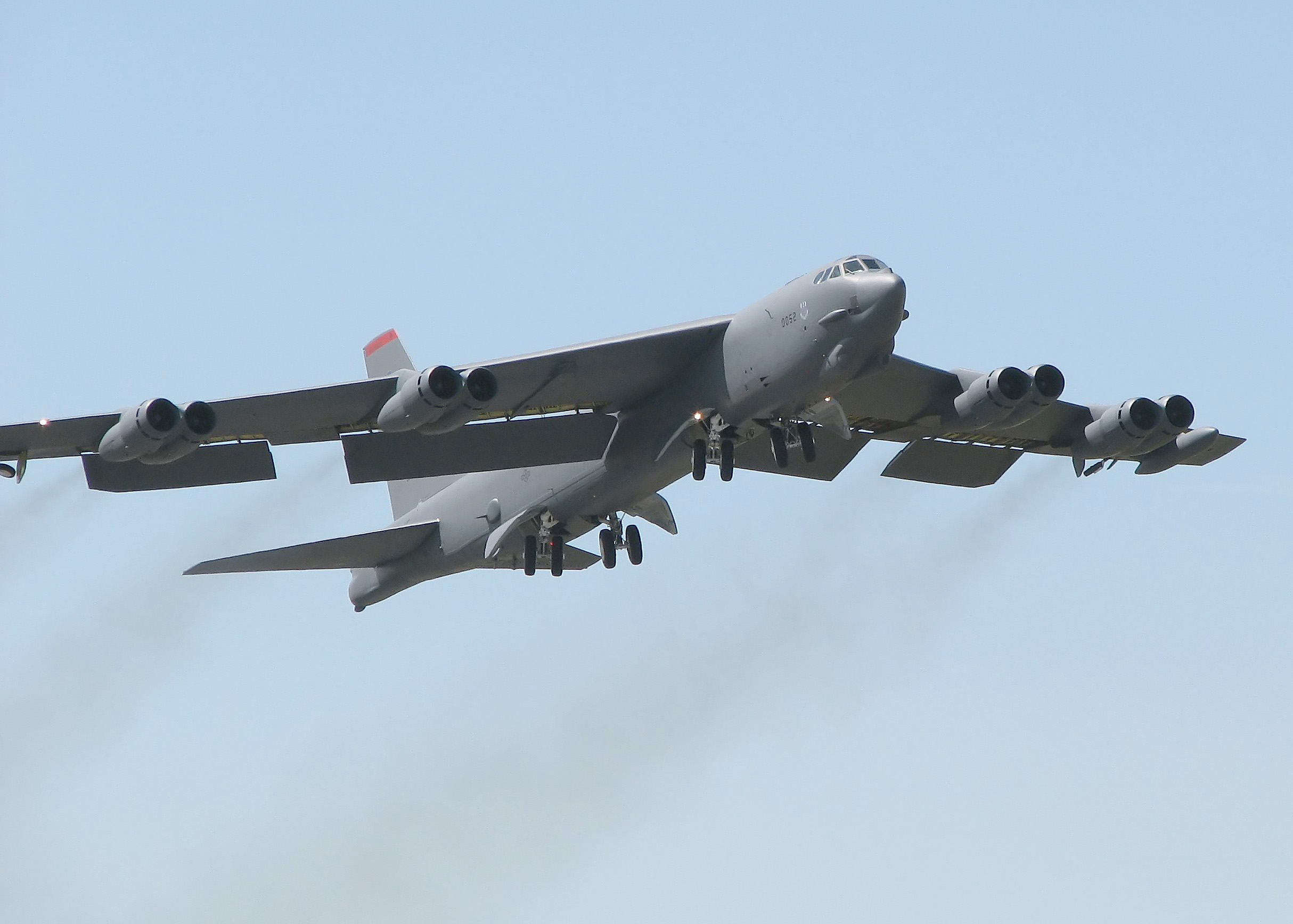
Boeing B-52 im Steigflug (Triebwerke in 4 Triebwerkspaaren angeordnet)

Achtstrahlige Flugzeuge sind Flugzeuge, die von acht Strahltriebwerken angetrieben werden. Diese Bauweise wurde lediglich bis zu den früheren 1960er Jahren primär im militärischen Bereich für strategische Langstreckenbomber eingesetzt. Acht Triebwerke waren notwendig, um wegen der in dieser Zeit noch nicht ausreichend schubstarken Triebwerke eine hohe Reichweite und eine entsprechende Zuladung zu ermöglichen. Die noch eingesetzte Boeing B-52 Stratofortress wurde ab Ende der 1940er Jahre als nuklear bewaffneter Langstreckenbomber entwickelt und löste zwischen 1955 und 1965 die B-36 und B-47 der US Air Force als Basisflugzeug der US-amerikanischen nuklearen Abschreckung ab. Weitere Flugzeugtypen, darunter die US-amerikanische Convair YB-60, wurden nur als Prototypen hergestellt, ohne in eine Serienfertigung überzugehen.

## Geschichtliche Entwicklung
Nach anfänglichen, nicht zufriedenstellenden Tests durch Northrop zwischen 1947 und 1950 wurden im Jahre 1952 von Consolidated Vultee Aircraft Corporation und Boeing für die United States Air Force zwei einsatztaugliche Bomber entwickelt, von denen sich die Boeing B-52 Stratofortress durchsetzen konnte. Zwischen 1952 und 1962 stellte Boeing 744 B-52-Bomber her. Im Jahre 2014 waren noch 78 Maschinen im aktiven Einsatz. Die US Air Force plant aus Kostengründen, die B-52 bis etwa 2044 einsatzbereit zu halten; die Maschinen wären dann gut 80 Jahre alt.
Eine entsprechende Entwicklung in der früheren Sowjetunion ist nur bei Versionen der Ekranoplan-Bodeneffektfahrzeuge bekannt. Das einzig fertiggestellte Exemplar der Lun-Klasse (NATO-Code Utka) aus den 1970er-Jahren, das seit dem Ende der Sowjetunion stillgelegt ist, wird ebenfalls von acht seitlich des Cockpits angebrachten Strahltriebwerken fortbewegt.

## Technische Details
Bei der B-52 und der 1952 nur in Prototypen entwickelten Convair YB-60 sind die Triebwerke paarweise in vier Triebwerksgondeln unterhalb der Tragflächen befestigt. Eine andere Konstruktion wurde bei den sowjetischen Bodeneffektfahrzeugen SM-8 (1967) und Lun (zwischen 1970 und 1975) mit der Befestigung in Höhe des Cockpits versucht. Der Ende der 1940er-Jahre entwickelte experimentelle Nurflügler Northrop YB-49 war mit in die Flügel integrierten Strahltriebwerken ausgestattet.

## Klassifizierung achtstrahliger Flugzeuge nach Abmessung und Produktion
Im Jahre 2015 wird nur die Boeing B-52 aktiv eingesetzt. Der Ekranoplan MD-160 der Lun-Klasse liegt außer Betrieb auf einer Werft, bei den Typen Convair YB-60 sowie SM-8 und Northrop YB-49 handelt es sich um historische Typen.
Hinweis zur Tabelle: Zum schnellen Überblick sind die im Jahre 2015 eingesetzten Flugzeugtypen hellblau hinterlegt. Die Spalten lassen sich durch Anklicken der kleinen Pfeile in der Überschriftenleiste sortieren.
| Flugzeugtyp                | Bild                           | Produktion (Zeitraum) | Stück Produktion (2015) | Stück einsatz- fähig (2015) | Land               | Länge in m | Spannweite in m | Reichweite in km | Start- gewicht in t | Bemerkung                                                                                          |
| -------------------------- | ------------------------------ | --------------------- | ----------------------- | --------------------------- | ------------------ | ---------- | --------------- | ---------------- | ------------------- | -------------------------------------------------------------------------------------------------- |
| Boeing B-52 Stratofortress | B-52                           | 1952–1962             | 744                     | 78                          | Vereinigte Staaten | 46–47 m    | 56 m            | 7200 km          | 221 t               | geplanter Einsatz bis ca. 2044, Nuklearbomber, Überführungsreichweite bis 20.000 km, Zuladung 31 t |
| Convair YB-60              | YB-60                          | 1952–1953             | 2                       | —                           | Vereinigte Staaten | 52 m       | 62 m            | 13000 km         | 185 t               | Prototypen                                                                                         |
| Ekranoplan Lun Utka        | [ 2 ]                          | 1970–1975             | 1                       | —                           | Sowjetunion        | 73,3 m     | 44 m            | 2000 km          | 380 t               | Bodeneffektfahrzeug, stillgelegt; ein weiteres Exemplar der Variante Spasatel ist noch unvollendet |
| Ekranoplan SM-8            | [ 3 ]                          | 1967                  | 1                       | —                           | Sowjetunion        | 18,5 m     | 19,4 m          | 120 km           | 8,1 t               | Bodeneffektfahrzeug, Version des KM im Maßstab 1:4                                                 |
| Northrop YB-49             | YB-49 während eines Testfluges | 1947–1948             | 2                       | —                           | Vereinigte Staaten | 16 m       | 52 m            | 2500 km          | 87 t                | Prototypen                                                                                         |